# ۲۰۰ (پیش از میلاد)
۲۰۰ (پیش از میلاد) ۲۰۰مین سال قبل از تقویم میلادی است.